# 알랭르네 르사주
알랭르네 르사주(프랑스어: Alain-René Lesage, 1668년 5월 6일 ~ 1747년 11월 17일)는 프랑스의 소설가·극작가이다.
그의 이전에는 귀족이 아닌 문학자는 국왕이나 귀족의 비호에 의하여 생활을 했으나 그는 프랑스 최초의 직업작가로서 문필로 가계를 꾸려나갔다. 에스파냐 문학에서 구상한 작품이 많은데 <절름발이 악마(惡魔)>(1707) 특히 <질 브라스 이야기>에서 풍속묘사로 사실주의 소설의 발전에 기여하였다. 또 풍속희극 <튀르카레>(1707)도 걸작이다.